# Branchville, South Carolina
Branchville är en kommun (town) i Orangeburg County i South Carolina. Vid 2010 års folkräkning hade Branchville 1 024 invånare.